# 갈전갱이
갈전갱이(학명:Kaiwarinus equula)는 전갱이목 전갱이과에 속하는 물고기이다. 몸길이는 최대 25cm로 전갱이과의 어류에서 소형인 물고기에 속한다.

## 특징과 먹이
갈전갱이는 전체적으로 아름다운 푸른색을 띄고 있는 어종이다. 눈은 약간 뒤쪽으로 쏠려있고 입이 앞으로 튀어나와 있으며 위턱과 아래턱의 양턱에는 미세한 이빨들이 줄지어 나 있다. 옆줄은 아가미부터 시작해 꼬리지느러미까지 몸의 위쪽으로 솟구쳐 올라 있다. 지느러미는 대부분 갈색이지만 제1배지느러미는 연한 노란색을 띄고 있으며 체고가 높고 타원형이다. 먹이로는 멸치, 청어와 같은 작은물고기, 새우, 게와 같은 갑각류, 오징어 동물성 플랑크톤을 잡아먹는 육식성물고기에 속한다.

## 서식지와 산란기와 어획
갈전갱이의 주요서식지는 인도양, 태평양, 대서양에 모두 서식하며 전 대양의 온대나 열대지역에 주로 서식한다. 특히 대한민국 중부 이남과 일본 남부 동중국해, 대만, 남아프리카에 가장 많은 개체수가 서식하며 수심 0~90m의 대륙붕에서 산호초가 많은 지역에 주로 서식하는 표해수대의 어류이다. 산란기는 9월~11월인 가을이며 알을 낳으면 알은 물에 뜨게 된다. 식용으로도 이용이 되는 어종인데 주로 회, 초밥, 매운탕으로 많이 먹는다.

## 같이 보기
- 전갱이목
- 전갱이과